# هووا
هووا (انگلیسی: Howa) شرکت صنایع سنگین ژاپنی است، که در سال ۱۹۰۷ تأسیس شد.